# 1141 (szám)
Az 1141 (római számmal: MCXLI) az 1140 és 1142 között található természetes szám.

## A szám a matematikában
A tízes számrendszerbeli 1141-es a kettes számrendszerben 10001110101, a nyolcas számrendszerben 2165, a tizenhatos számrendszerben 475 alakban írható fel.
Az 1141 páratlan szám, összetett szám, félprím. Kanonikus alakja 71 · 1631, normálalakban az 1,141 · 103 szorzattal írható fel. Négy osztója van a természetes számok halmazán, ezek növekvő sorrendben: 1, 7, 163 és 1141.
Középpontos hatszögszám.
Az 1141 ötvenkilenc szám valódiosztó-összegeként áll elő, ezek közül legkisebb a 4459.

## Csillagászat
- 1141 Bohmia kisbolygó